# Liste der Monuments historiques in Changis-sur-Marne
Die Liste der Monuments historiques in Changis-sur-Marne führt die Monuments historiques in der französischen Gemeinde Changis-sur-Marne auf.

## Liste der Objekte
Zum Verständnis siehe: Kirchenausstattung
| Bezeichnung               | Beschreibung          | Standort                           | Kennzeichnung | Schutzstatus | Datum | Bild |
| ------------------------- | --------------------- | ---------------------------------- | ------------- | ------------ | ----- | ---- |
| Ölgemälde Maria Magdalena | Leinwand, um 1800     | in der Kirche Ste-Madeleine (Lage) | PM77004022    | Inscrit      | 1981  |      |
| Taufbecken                | Stein, 1787           | in der Kirche Ste-Madeleine (Lage) | PM77004021    | Inscrit      | 1981  |      |
| Glocke                    | Bronze, 1818 gegossen | in der Kirche Ste-Madeleine (Lage) | PM77004023    | Inscrit      | 1981  |      |